# توم كريستنسن (كاتب نرويجي)
توم كريستنسن (بالبوكمول: Tom Kristensen) هو كاتب نرويجي، ولد في 29 مايو 1955 في Tjøme ‏ في النرويج.